# Manicaland
Manicaland is een provincie van Zimbabwe. Het is 36.459 km² groot en heeft een inwonertal van 1.566.899 (2002). De hoofdstad is Mutare.

## Indeling
De provincie is verdeeld in zeven districten:
- Buhera
- Chimanimani
- Chipinge
- Makoni
- Mutare
- Mutasa
- Nyanga

## Geografie
In het oosten van de provincie ligt het gebergte Bvumba met de bergtop Castle Beacon.
Bulawayo · Harare · Manicaland · Mashonaland Central · Mashonaland East · Mashonaland West · Masvingo · Matabeleland North · Matabeleland South · Midlands